# Johan Selmer

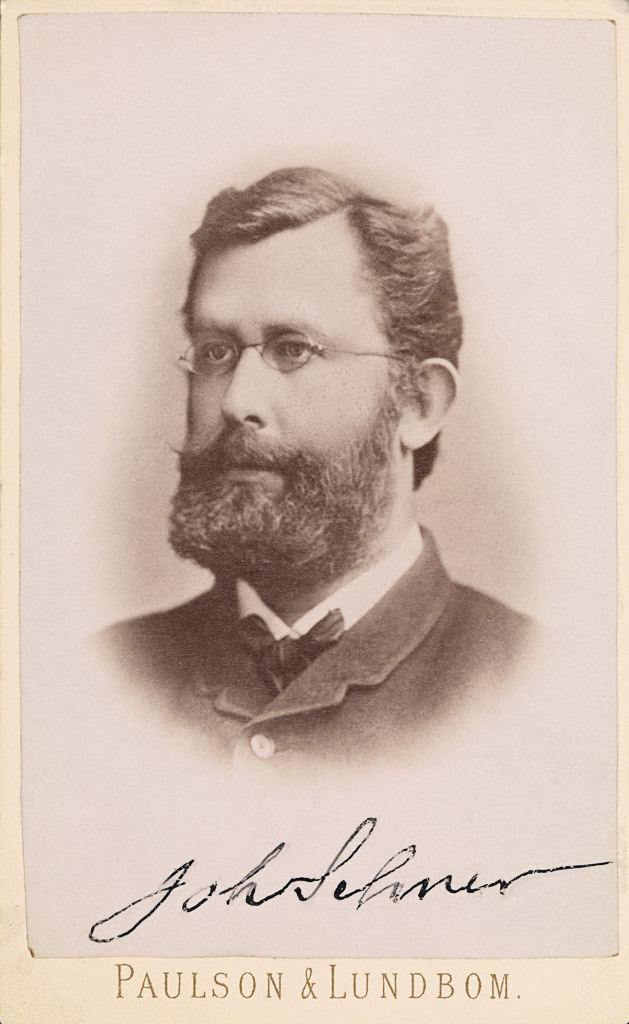

Johan Peter Selmer, född den 20 januari 1844 i Kristiania, död den 21 juli 1910 i Venedig, var en norsk tonsättare, bror till Jens Andreas Ludvig Selmer.
Selmer var först bestämd till jurist, men fick efter en lång sjöresa till botande av en bröstsjukdom följa sin böjelse för musik och studerade från 1869 för Ambroise Thomas vid konservatoriet i Paris. Vid kommunupprorets kuvande 1871 blev han tagen för kommunard och lyckades med knapp nöd fly. Redan samma år fick han genom understöd av Karl IV och andra tillfälle att studera vid Leipzigs konservatorium. År 1874 gav han i Kristiania en konsert med egna kompositioner och reste 1876 ut igen, varvid han på flera ställen i Tyskland med bifall fick utfört sitt orkesterverk Nordisk festtog. Efter återkomsten fick han 1879 av stortinget ett årligt tonsättargage, i likhet med Grieg och Svendsen. Åren 1883-86 dirigerade han Musikforeningens konserter i Kristiania, varefter han mest vistades utomlands, men ofta kom till hemlandet för att ge större konserter.
I betydlig mån påverkad av Berlioz, var Selmer programmusiker och kosmopolit med utpräglat sinne för den musikaliska lokalfärgen, fantasirik i sin instrumentation samt oftast lyckad i sin strävan att ge karakteristiskt uttryck åt de texter han behandlade. Bäst arbetade han i de större formerna, såsom i orkesterverken Scène funèbre (intryck från Paris belägring och kommunupproret), Prometheus och Mellem fjeldene (symfoniska dikter), Le carneval flamand och Finska festtoner samt bland vokalverk Nordens aand (för manskör och orkester), La captive (för altsolo och orkester), La marche des turcs sur Athénes (för bassolo, manskör och orkester) och kantaten Hilsen til Nidaros. Han skrev vidare sångromanser, stycken för manskör och för blandad kör, duetter, skandinaviska folkvisor satta för trestämmig damkör med mera.